# Меглино (озеро)
Ме́глино — озеро в юго-восточной части Новгородской области.
Площадь озера 24,2 км². Высота над уровнем моря — 165,5 м. Берега отлогие, крутые, песчано-галечные (на западном берегу — торфяные). Дно котлованное, волнистое, чистое, песчаное, есть каменные гряды.
В Меглино впадает река Бродская, вытекают реки Меглинка (бассейн Мологи и Волги) и Канава (бассейн Увери, Волхова, Невы). Последняя соединяет его с озером Островенским.
Меглино протокой соединено с озером Бродская Лахта площадью в 9,4 км².
Озеро Меглино расположено на границе Мошенского и Пестовского районов Новгородской области. Это крупнейший водоём в окру́ге. Близлежащая территория носит неофициальное название Меглинское поозёрье.